# Брага (Кам'янець-Подільський район)
Бра́га — село в Україні, у Жванецькій сільській територіальній громаді Кам'янець-Подільського району Хмельницької області.

## Географічне розташування
Наддністрянське село Брага розкинулося на лівому березі Дністра між селами Жванець і Бабшин за 21 кілометрів від Кам'янця-Подільського та за 3 кілометри від автошляху національного значення Н03. На протилежному березі — місто Хотин, Чернівецької області.

### Клімат
Брага знаходяться в межах вологого континентального клімату із теплим літом у так званому «теплому Поділлі», тут весна настає на 2 тижні раніше. Але діяльність людини призводить до поганих змін та глобального потепління.

## Історія
З «Історії міст і сіл України. Хмельницька область» взнаємо, що у Бразі було знайдено залізоплавильні горна черняхівської культури.
Вперше в документах село Брага з'являється у середині XVI століття, як власність Ластовецьких.
У 1575 році село належало воєводі руському Юрію Язловецькому, і перебувало в заставі у каштеляна галицького Єжи Струся і його брата Якоба, у власність яких воно й перейшло пізніше. Після поділу маєтків Єжи Струся Брага разом з іншими навколишніми селами Подністров'я дісталася його донці Гелені.
У 1595 році в Бразі зупинявся коронний гетьман Ян Замойський, проводжаючи Єремію Могилу на молдавський престол.
У 1621 році будують нову земляну фортецю, що отримала назву «Олександрівське укріплення». Під час Хотинської війни 1621 року в селі, по особливо збудованому для цієї мети мосту, переправлялись король Владислав IV Ваза та Ян-Кароль Ходкевич з військом.
1642 року тут відбувався з'їзд польських та волоських послів для укладання договору між двома державами. Цим договором, зокрема, було вирішено залишити переправу через Дністер у Бразі в загальному користуванні для обох прикордонних країн.
На початку XVII століття власником села стає Кам'янецький староста Валентій Калиновський.
З 1699 року Брага разом із Жванцем — власність Лянцкоронських. В останніх Брагу успадкували Скоповські, а пізніше вона належала Йорданам та Комарам.
У Бразі, згідно з договором між Росією та Польщею, 1769–1793 була поштова станція, утримувана російським урядом. Тут перебував російський козачий загін, який забезпечував пересилання кореспонденції між Петербургом і Константинополем, супроводжував послів тощо.
1845 року царський уряд викупив у поміщика Комара Жванець разом з селами Гаврилівцями та Брагою.
У 1848 році село у власності Гіжицьких і перебуває в них до ХХ століття.
Селяни були звільнені від кріпосного права в 1861 році. На честь цієї події в багатьох селах Поділля на в'їздах встановлювали пам'ятні фігури, такі збереглись в селах: Нігин, Черче. Ця традиція помаленьку відновлюється, встановлюються статуї Божої Матері чи інші фігури.
1863 року селяни втрачають можливість користуватись рідною мовою, видано таємне розпорядження — Валуєвський циркуляр, що наказував призупинити видання значної частини книг, написаних українською мовою, а згодом доповнено Емським указом.
У 1909 році побудовано мавзолей Антонієм Янишевським. На фасаді зберігся герб Жебровських.

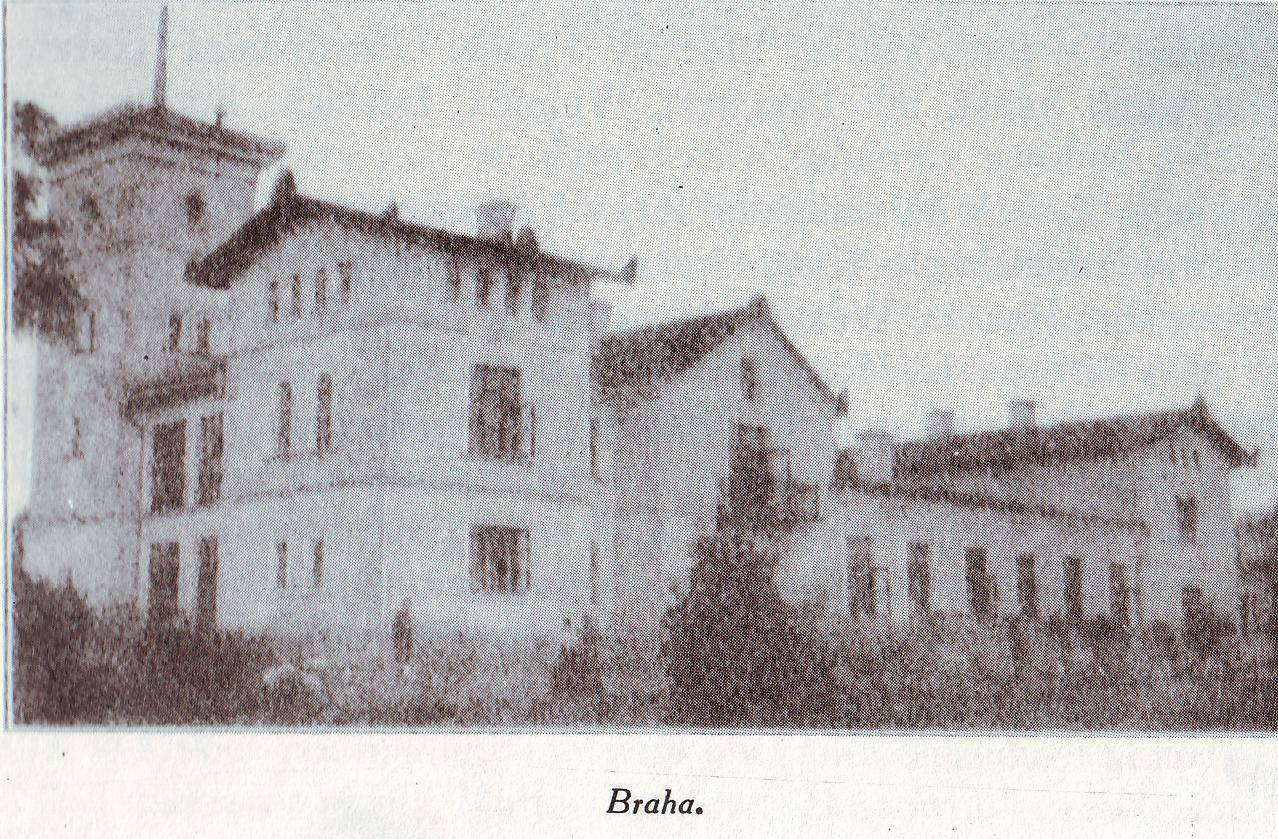
Палац Гіжицьких

На території села знаходився палац Гіжицьких, будівлі та панський маєток були знищені більшовиками в 1917-18 роках.
Внаслідок поразки визвольних змагань на початку XX століття, село надовго окуповане російсько-більшовицькими загарбниками.
Радянська окупація принесла колективізацію та розкуркулення, селяни зазнали репресій.
В 1932–1933 роках селяни села пережили сталінський Голодомор.
По закінченню Другої світової війни у 1946—1947 роках мешканці села вчергове пережили голод.
В 1981 році почалось заповнення басейну Дністра водою, яке тривало шість років, внаслідок цього частина села Брага затоплено в долині річки Дністер.
З 1991 року в складі незалежної України.
8 вересня 2017 року шляхом об'єднання сільських рад, село увійшло до складу Жванецької сільської громади. Об'єднання в громаду має створити умови для формування ефективної і відповідальної місцевої влади, яка зможе забезпечити комфортне та безпечне середовище для проживання людей.

### Олександрівське укріплення
Колись Олександрівське укріплення було цілком модерновою потужною земляною оборонною спорудою. Складалося воно з чотирьох бастіонів та равеліну. З'явилося укріплення далекого 1621 року з ініціативи тогочасного власника Жванця Валентія Олександра Калиновського. Саме на його честь бастіони і отримали своє ім'я.
Відразу по завершенню спорудження укріплення почали використовувати за призначенням: йшла польсько-турецька війна. У серпні 1621 р. тут стояло об'єднане польсько-козацьке військо під проводом Яна Кароля Ходкевича й Петра Сагайдачного. Через Дністер зводиться міст для переправи.
У другій половині XVII—XVIII ст. укріплення використовувалось як військовий табір. 1653 р. тут два місяці перебував з військом король Ян ІІ Казимир. І пізніше тут стояли табором турецькі, українські, польські та російські солдати. 1793 року Олександрівське укріплення в переліку «Укріплень, замків і старовинних валів у Подільській губернії» зазначено під назвою «Бастіоний шанець», а на мапі середини XIX ст. — як «Жванецьке укріплення». 1828 і 1853 року вали переробляють на польові батареї. Можливо, інженери хотіли втілити в життя задум 1844 р.: зведення нового прикордонного форту.
На зламі ХІХ-ХХ століть укріплення відвідав подільський краєзнавець Віктор Ґульдман, який писав про цю «польову батарею»: «Розміщена на скелястому лівому березі Дністра й займає площу близько двох десятин; форму має чотирикутну; оточена з чотирьох боків насипними валами й ровами, які в довжину мають по 70 сажнів; ширина валів — 1 сажень, а ровів — 2 сажні. Вхід на цю батарею зі східного боку».
Зараз важко відтворити навіть в уяві планування укріплення за козачих часів: вали частково розорані.

## Населення
За переписом населення України 2001 року в селі мешкало 170 осіб.
Згідно перепису 2015 року в селі мешкало 148 осіб, населення села скоротилось на 12,94 % порівняно зі 2001 роком.

### Мова
У селі поширена південноподільська говірка, що належить до подільського говору, який своєю чергою належить до південно-західного наріччя.
100 % населення вказало своєю рідною мовою українську мову за даними перепису 2001 року.

## Пам'ятки
- Земляна фортеця Олександрівське укріплення
- Костел-капличка, мавзолей Зебровських (Жебровських)
- Польський цвинтар (близько 300 років)
- Миколаївська церква (збудована у 1801 році)

Також, зі села Брага відкривається найкращий вид на Хотинську фортецю по той бік Дністра.

## Природоохоронні території
Село лежить у межах національного природного парку «Подільські Товтри».

## Цікавий факт
У світі існує ще одна Брага місто і муніципалітет в Португалії, адміністративний центр округу Брага і центр старійшого архієпископства. Сьоме за населенням місто Португалії, населення становить понад 175 тис. мешканців. У місті проживає чисельна українська діаспора.

## Галерея

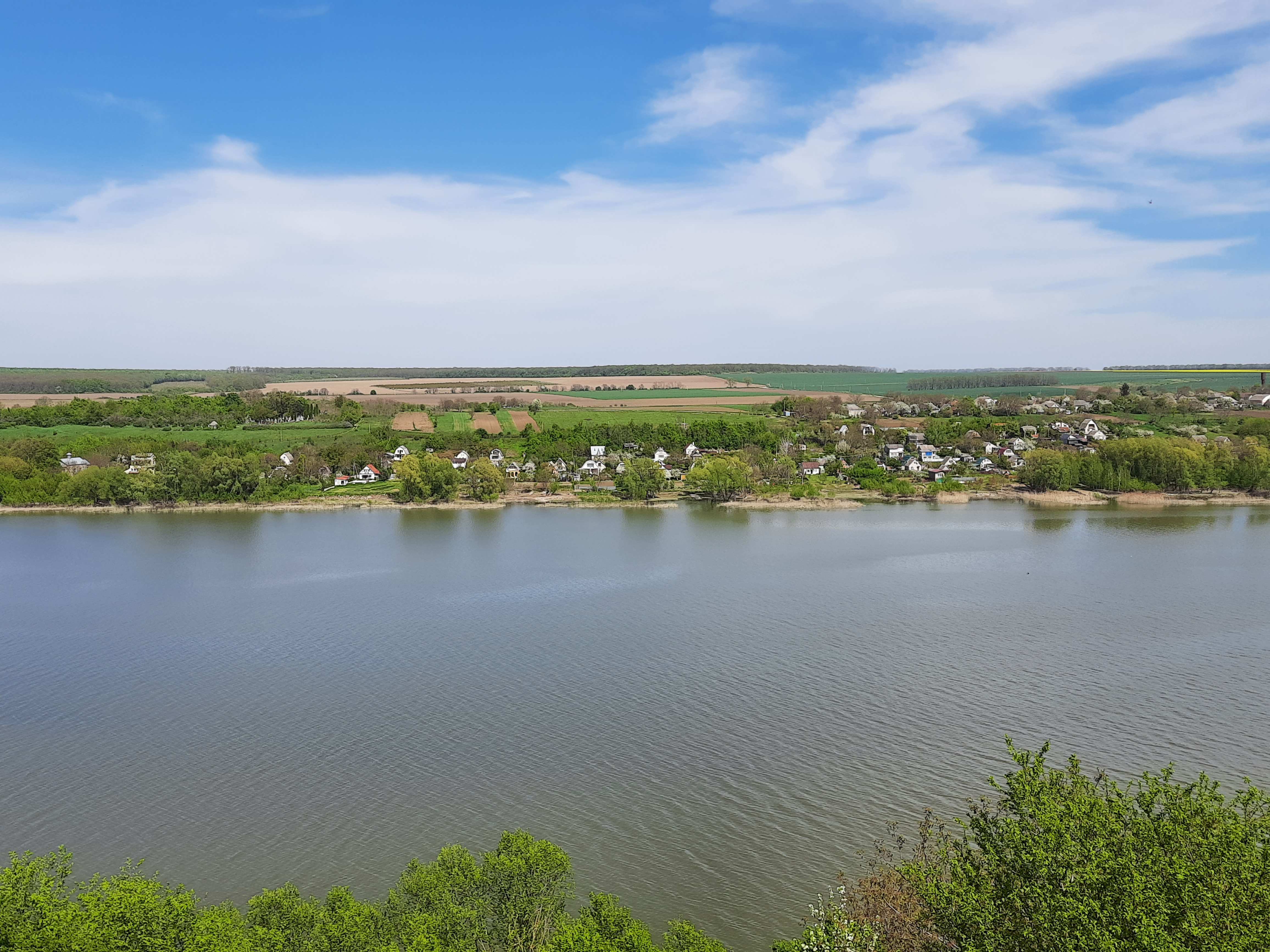
Панорама села з Хотинської фортеці
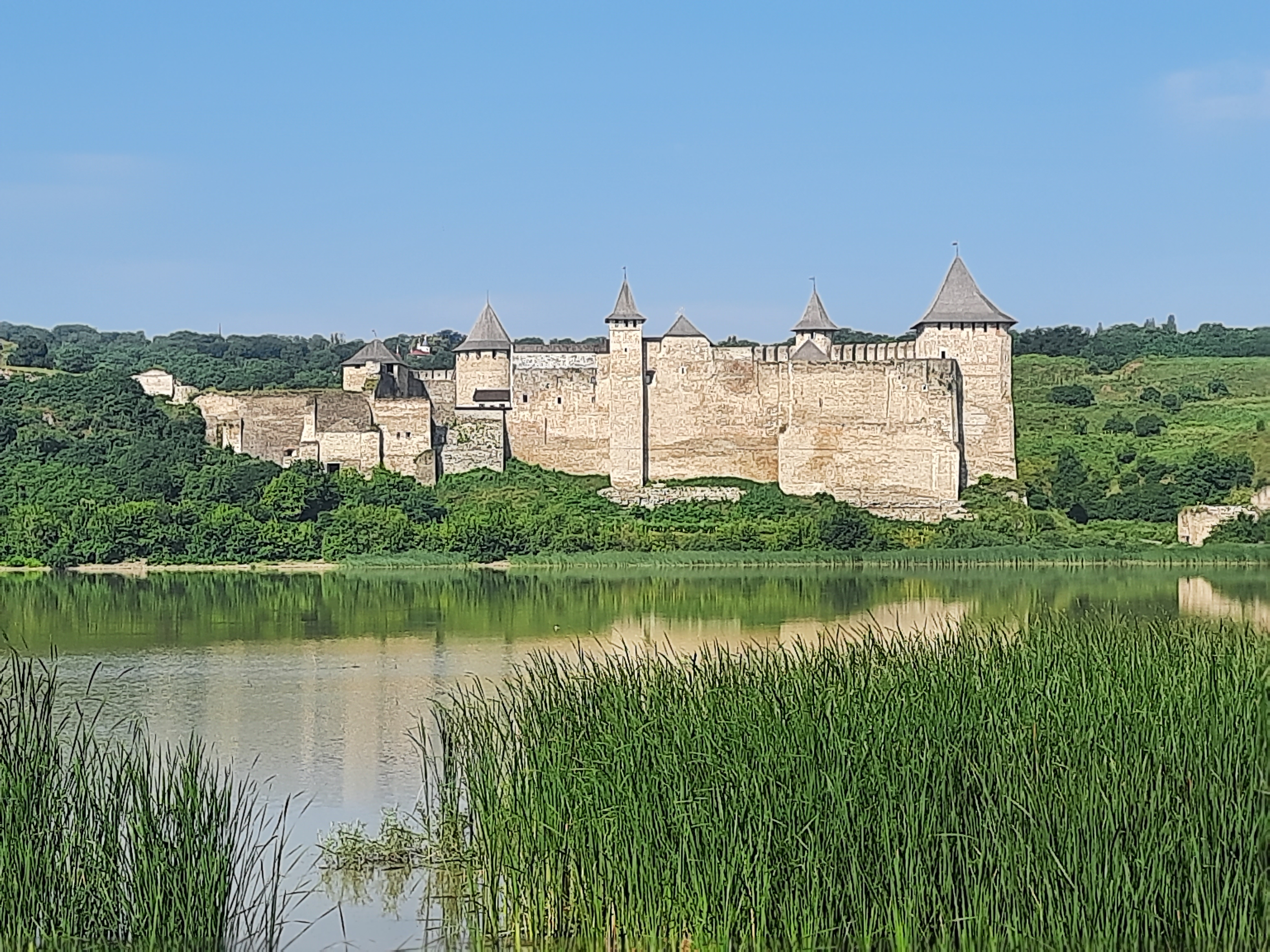
Вигляд з села на Хотинську фортецю
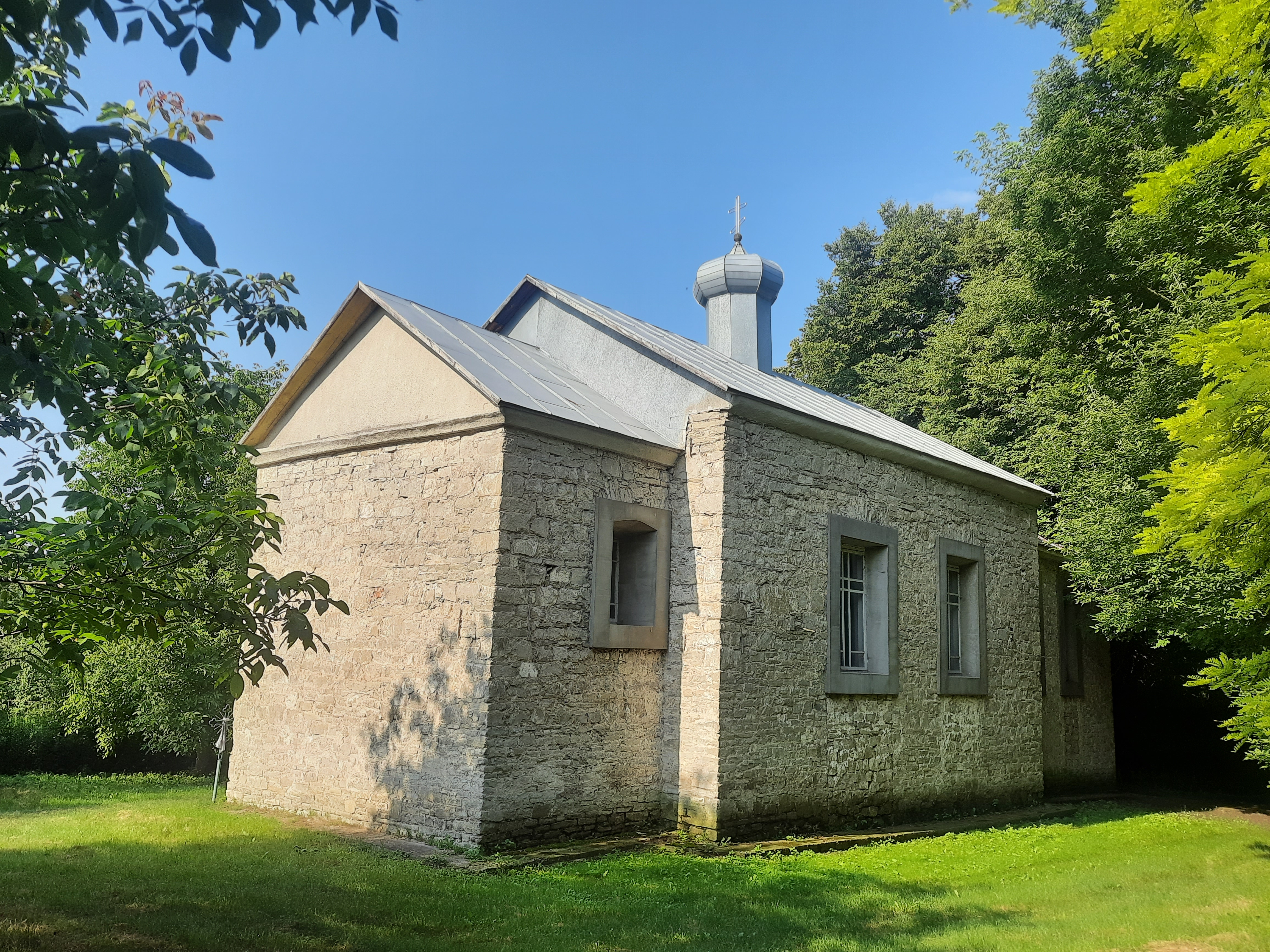
Миколаївська церква
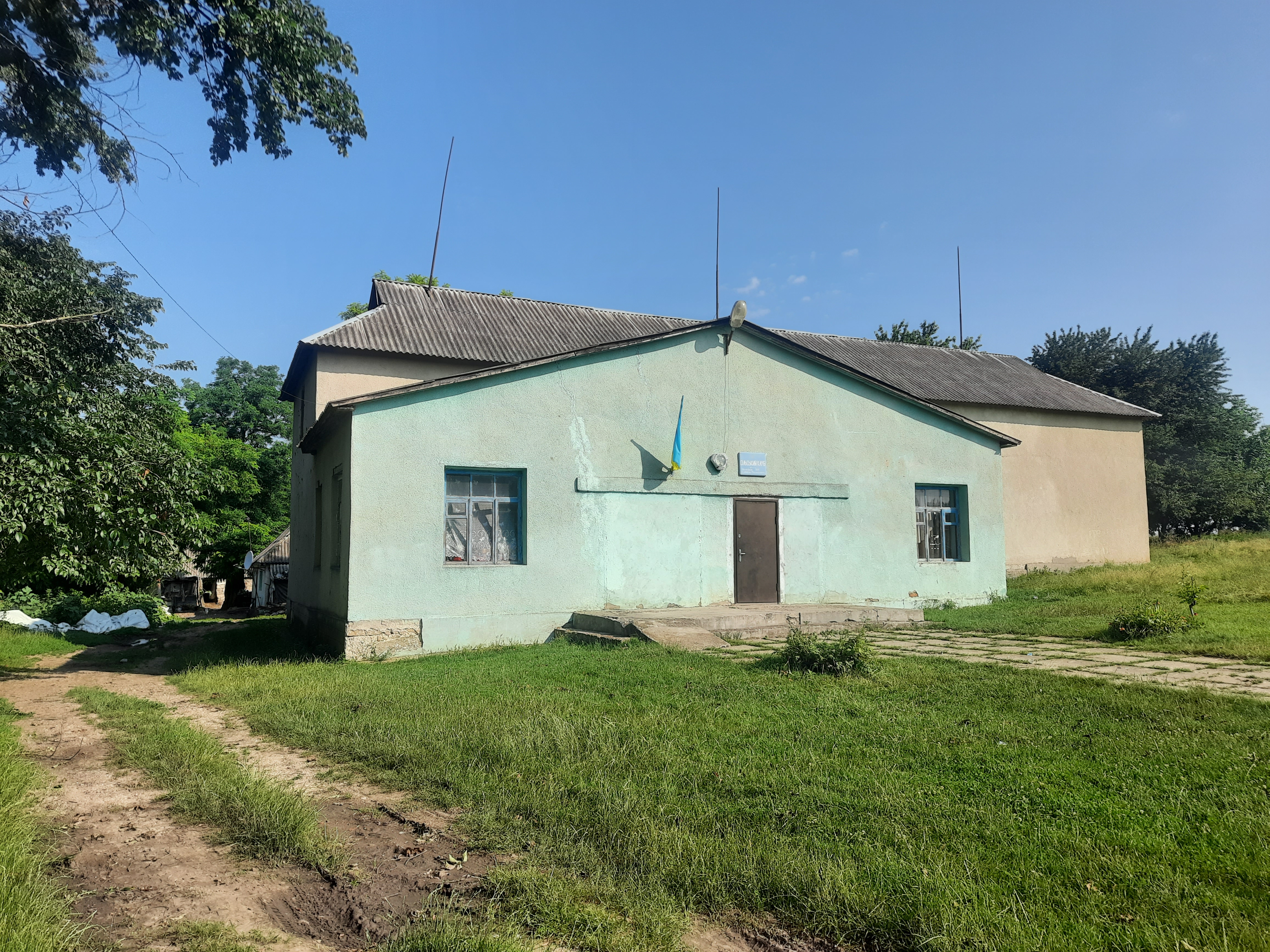
Сільський клуб
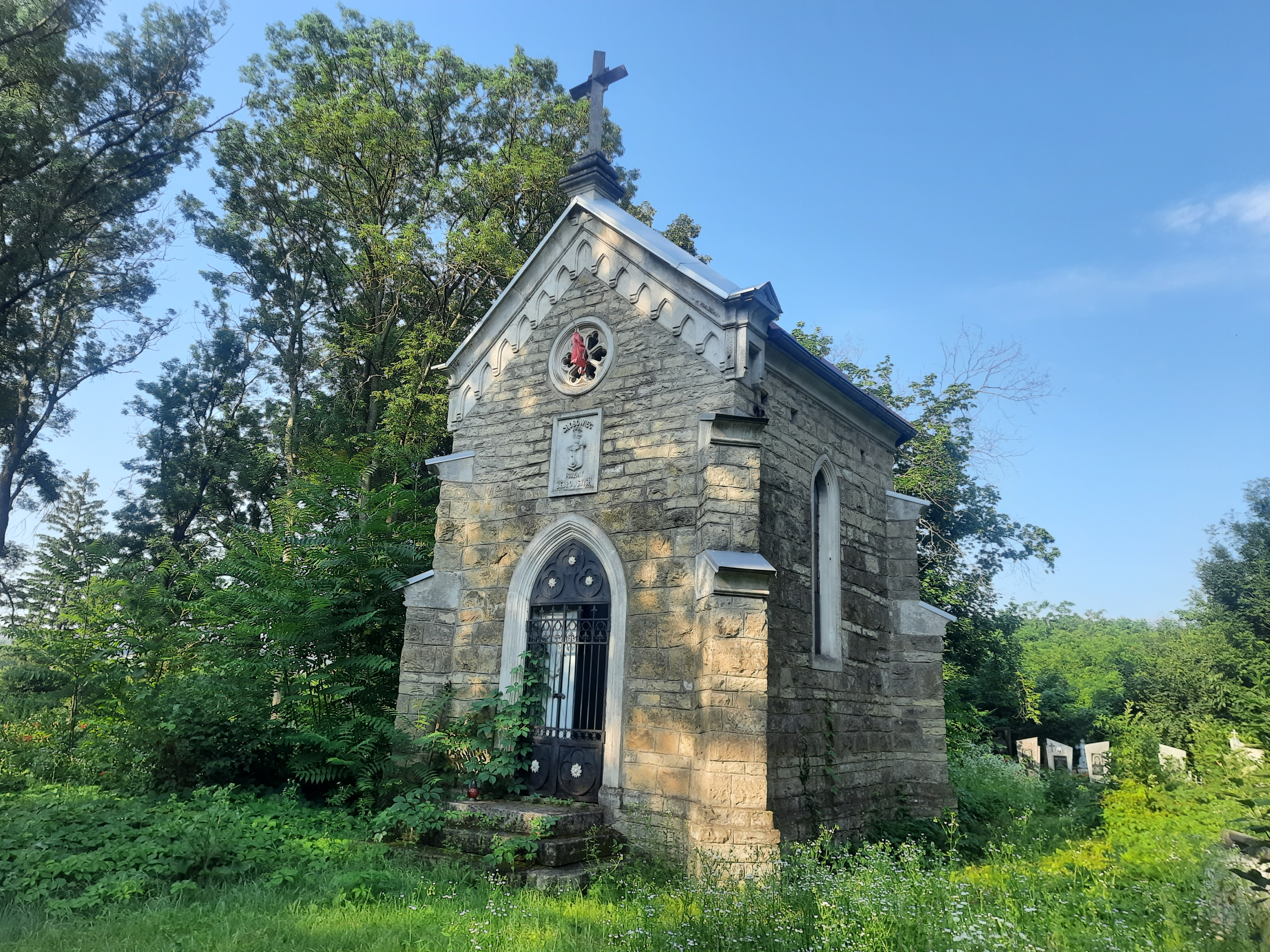
Мавзолей Зебровських (Жебровських)
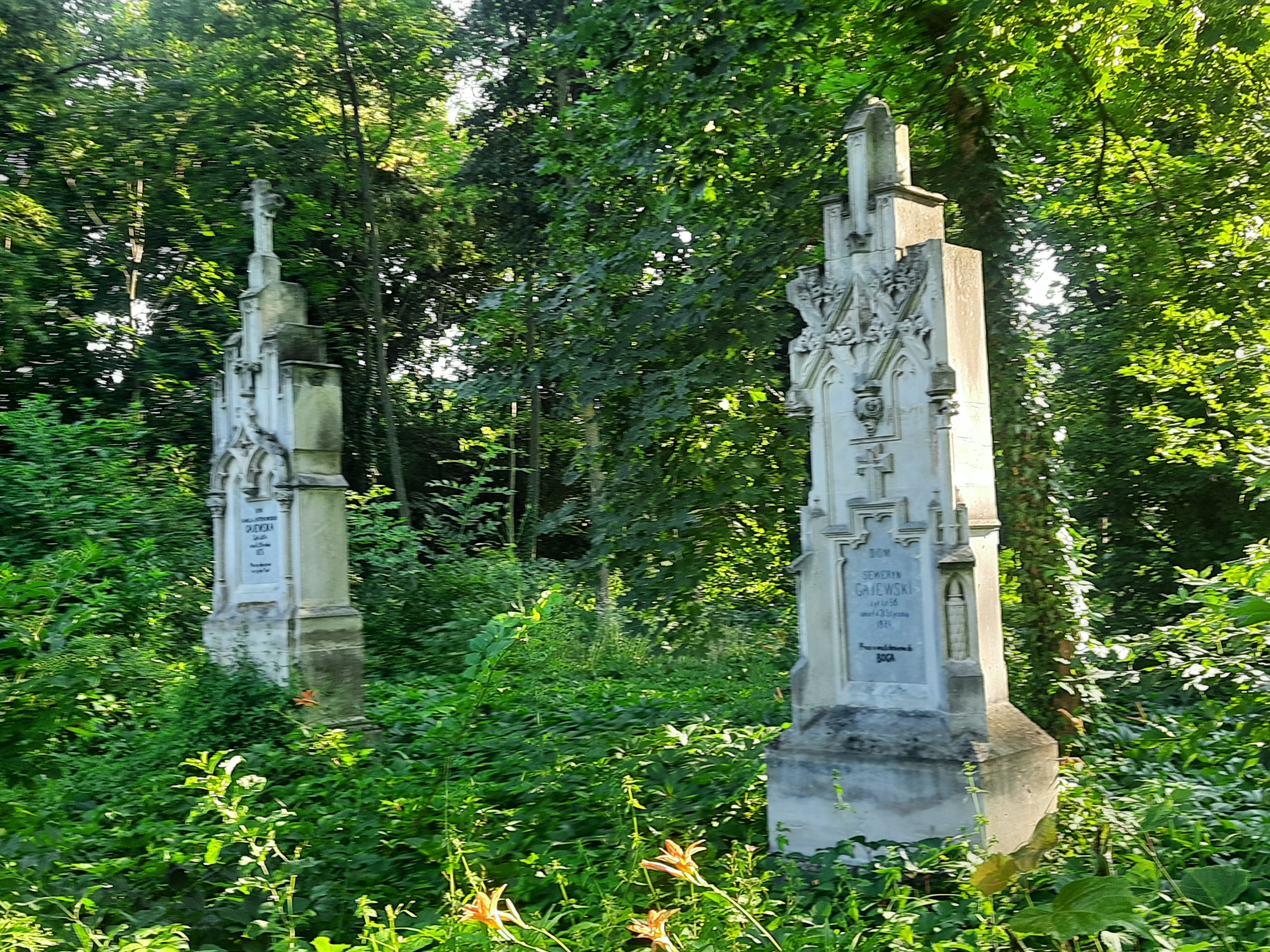
Старе католицьке кладовище